# Летючий загін

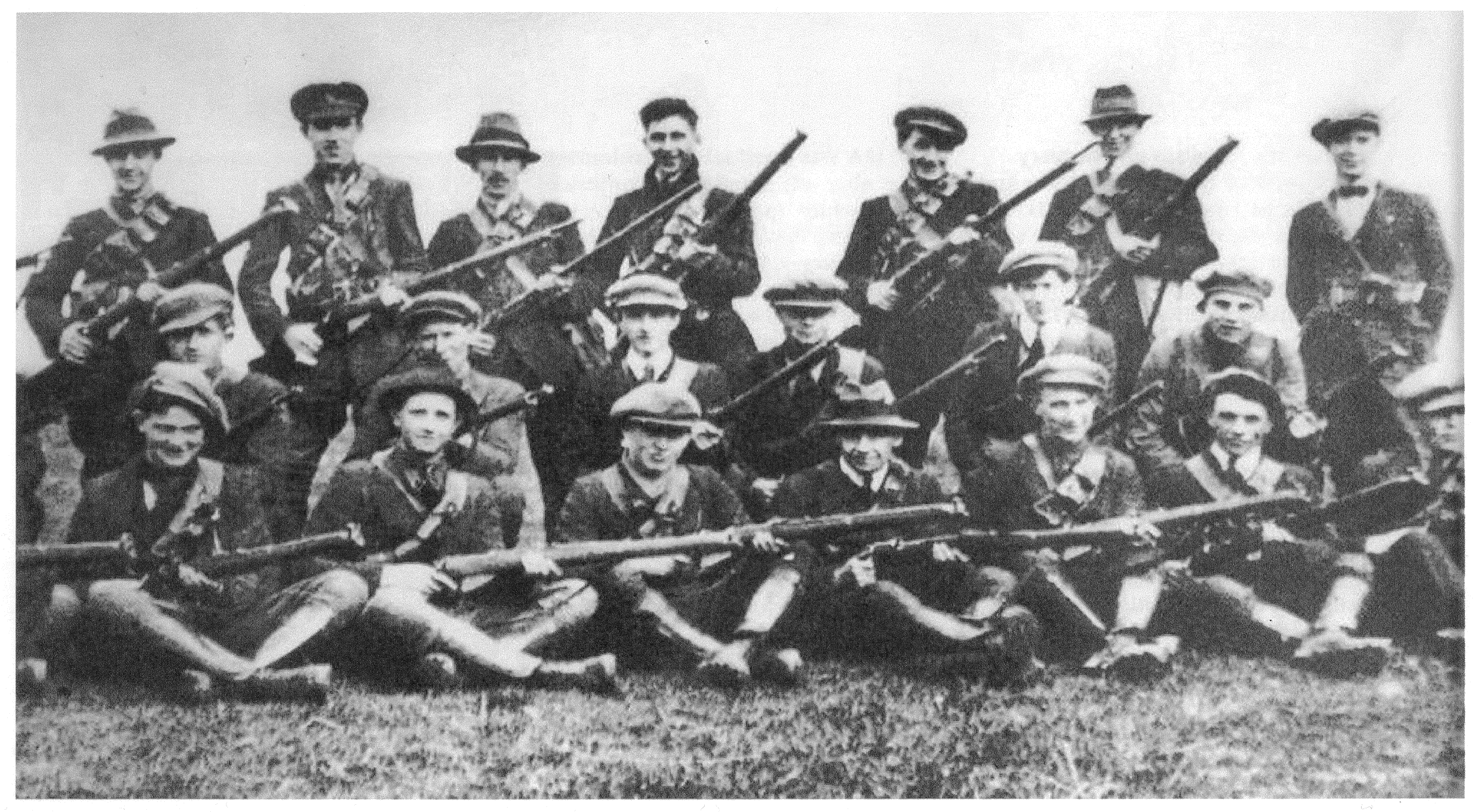
Летючий загін #2 Шона Хоґана, третя бригада Тіпперері, під час війни за незалежність Ірландії.

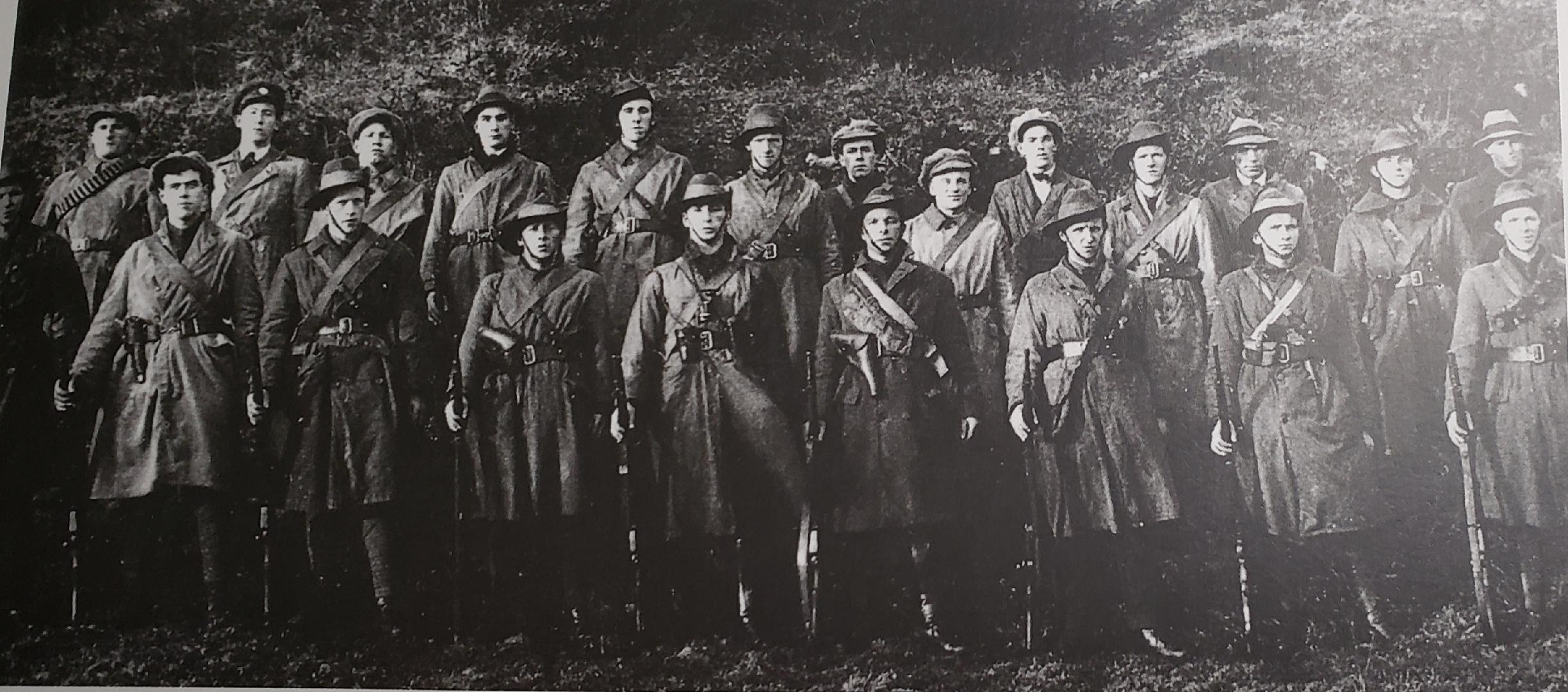
Летючий загін West Connemara 1922

Летючий загін — це невелика самостійна військова сухопутна одиниця, яка здатна швидко пересуватися і зазвичай складається з усіх видів військ. Часто це спеціальна одиниця, сформована в ході операцій.
Розмір формування не є фіксованим. Цей термін зазвичай, хоча і не обов'язково, може застосовується і до формувань, менших за чисельністю від бригади. Оскільки мобільність є основною метою, летючий загін (англ. a flying column) екіпірується мінімальною кількістю техніки. Зазвичай він використовує відповідний до задач швидкий транспорт; в минулому використовувались коні; в наш час їх замінили вантажівки та гелікоптери.

## Історія
Летючі загони згадуються Сунь Цзи в його «Мистецтві війни» таким чином, що вказує на те, що це не було новою концепцією на момент його написання. Це датується принаймні серединою 6 століття до нашої ери і, можливо, кінцем 8 століття до нашої ери.[джерело?]
Римська армія використовувала летючі загни в часи своєї ранньої імперської ери. Проконсул Германікус Цезар був одним з полководців, який використовував летючі загони з великим ефектом на ранніх етапах своєї кампанії проти Армінія — одного з найбільших ворогів Риму. Проти германських племен, що знищили три римських легіони у битві при Тевтобурзькому лісі, були використані розвідника, рейдери та сили рекогнестирування.
Бурські командос у Південній Африці XVII—XX століть можуть розглядатись як форми летючих загонів (на відміну від командос у сучасному розумінні).[джерело?] Мобільні колони, використані проти бурських військ силами Британської імперії в Південно-Африканській війні 1899—1902 рр., зазвичай складалися з двох батальйонів піхоти, артилерійської батареї та ескадрону кавалерії, розміром, що сягав половини чисельності змішаної бригади.
Летючі загони також використовувалися в партизанських війнах, зокрема мобільними збройними підрозділами Ірландської республіканської армії під час війни за незалежність Ірландії 1919–1921 років. Протягом цього періоду найуспішнішими ірландськими летючими загонами, були Західна Коннемара, Південна Мейо та Західна колона Мейо під командуванням Майкла Кілроя.
У 1919 році польський офіцер Станіслав Мачек створив летючу роту із загартованої в боях піхоти, використовуючи коней для мобільності та багато кулеметів для вогневої потужності. Вони входили до 4-ї піхотної дивізії (Польща).
Під час та після англо-іракської війни 1941 року британські війська використовували летючі загони під кодовими назвами Kingcol, Mercol і Gocol. Кінгкол висунувся в Ірак з Йорданії та Палестини.

## Подальше читання
- Jim Maher (1988). The Flying Column – West Kilkenny 1916–1921. Geography Publications.